# CA Osasuna
Club Atlético Osasuna of kortweg Osasuna is een Spaanse voetbalclub uit Pamplona die uitkomt in de Primera División. Thuisstadion is Estadio El Sadar, dat een capaciteit van 23.516 plaatsen heeft. Het woord "Osasuna" betekent "gezondheid" in het Baskisch, gebruikt in de betekenis van "kracht", waardoor Osasuna het enige team in La Liga is met een Baskische naam.

## Geschiedenis
CA Osasuna werd opgericht op 24 oktober 1920. In 1928 werd de club toegelaten in de Segunda División B (derde klasse van het Spaanse voetbal). In het seizoen 1934/35 speelde Osasuna voor het eerst in de Primera División, maar degradeerde meteen weer. Vlak voor de Tweede Wereldoorlog degradeerde de club zelfs weer naar de Segunda B. Na de oorlog klom Osasuna omhoog en in seizoen 1952/53 werd weer in de hoogste divisie gespeeld, maar wederom degradeerde de club meteen weer.
In het seizoen 1956/57 werd weer in de Primera División gespeeld en dit keer degradeerde de club niet meteen. Het seizoen daarna is een van de succesvolste uit de geschiedenis van de club. De club werd vijfde en wint thuis van onder meer Real Madrid, FC Barcelona en Sevilla FC. De jaren erop degradeert en promoveert de club heen en weer tussen de hoogste twee divisies. In het seizoen 1970/71 degradeert de club zelfs weer naar de Segunda B, maar in het seizoen 1979/80 wordt op de laatste speeldag, bij Real Murcia, promotie naar de Primera División bewerkstelligd.
In het seizoen 1985/86 mocht de club voor het eerst in de UEFA Cup uitkomen, na een zesde plek in het seizoen ervoor behaald te hebben. In de eerste ronde wordt Glasgow Rangers uitgeschakeld, maar verder dan de tweede ronde komt de club niet. In het seizoen 1990/91 wordt de beste klassering uit de geschiedenis behaald, als de club als vierde eindigt. In 1991/92 mag de club weer UEFA Cup spelen. In de derde ronde zal AFC Ajax te sterk blijken. In het seizoen 1993/94 degradeert de club weer naar de tweede divisie, maar sinds 2000/01 speelt de club weer in de Primera División.
In 2005 haalde Osasuna de finale van de strijd om de Copa del Rey. Hierin verloor de ploeg van trainer-coach Javier Aguirre met 2-1 van Real Betis. Aan het begin van het seizoen 2005/06 was Osasuna de verrassende koploper van de Primera División. Uiteindelijk eindigde de club als vierde en plaatste zich daarmee voor de voorrondes van de UEFA Champions League. Hierin was Hamburger SV echter te sterk en Osasuna moest genoegen nemen met deelname aan de UEFA Cup.

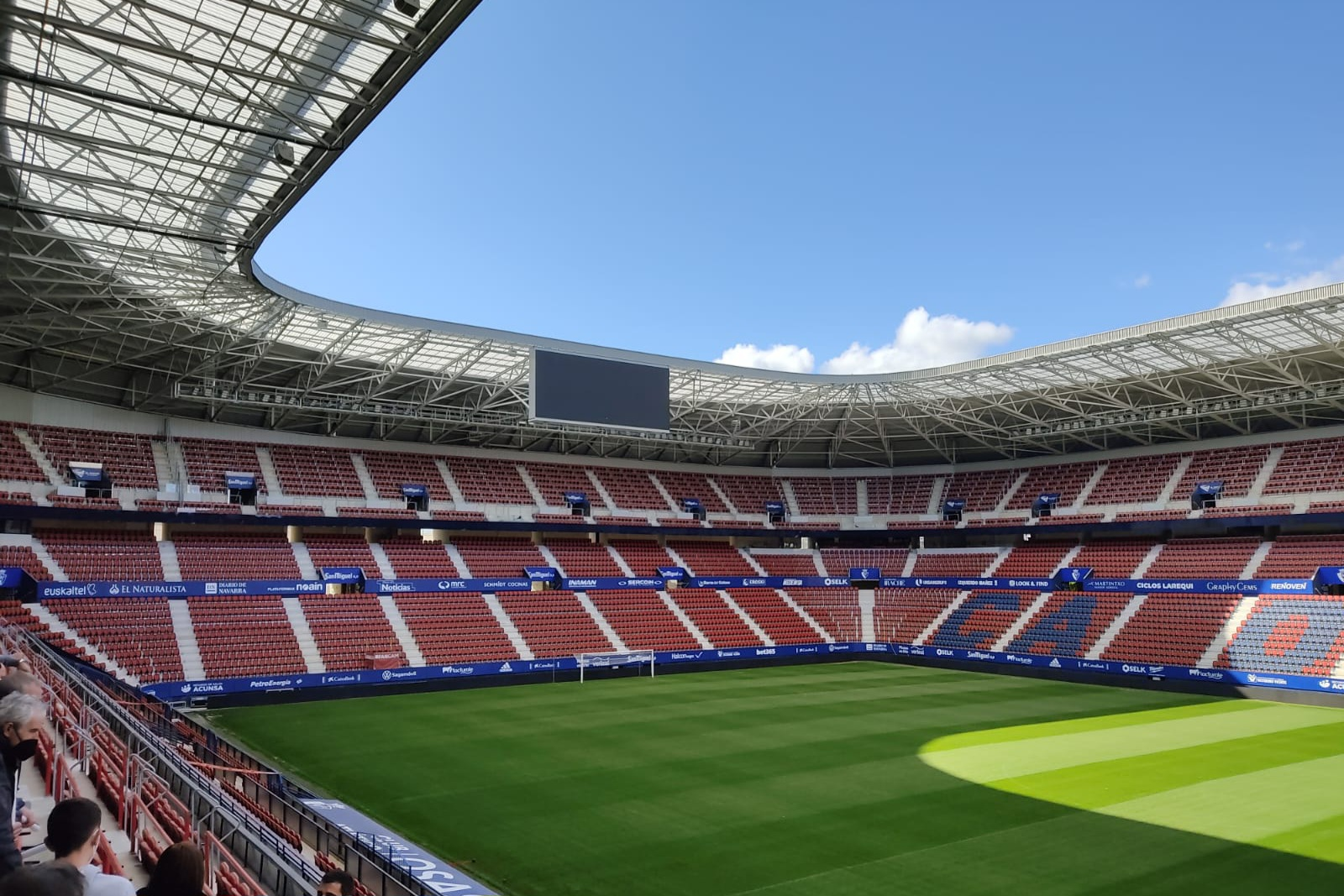

In het seizoen 2006/07 speelde de club wederom in de UEFA Cup. In de groepsfase kwamen ze sc Heerenveen tegen, waartegen 0–0 gelijk werd gespeeld. Uiteindelijk werden de Friezen uitgeschakeld, maar Osasuna ging door. In de volgende rondes schakelde de ploeg Girondins de Bordeaux, Glasgow Rangers en Bayer 04 Leverkusen uit. Uiteindelijk strandden de Spanjaarden in de halve finale tegen Sevilla. In de seizoenen na 2007 boekte Osasuna minder successen. In het seizoen 2008/09 werd degradatie uit de Spaanse competitie pas afgeweerd op de laatste speeldag. In het seizoen 2013/14 degradeerde de club wel naar de Segunda División, nadat het veertien seizoenen in de Primera División was uitgekomen. De degradatie viel samen met economische malaise bij de club.
De mindere periode zette zich voort in het seizoen 2014/15. Het gemiddeld aantal toeschouwers daalde en de clubleiding bleek niet in staat zich te ontdoen van de opgelopen schulden. Omdat er geen budget was om nieuwe spelers te contacteren heeft de club besloten voor het nieuwe seizoen spelers te huren en spelers uit de eigen opleiding door te laten stromen.
Na twee seizoenen in de tweede Spaanse voetbalklasse, promoveerde Osasuna na het seizoen 2015/16 weer naar de Primera División. De club eindigde in de Segunda División als zesde en speelde zich via de playoffs naar de hoogste afdeling. In de beslissende wedstrijd werd Girona FC in twee duels verslagen.

## Eindklasseringen
- 1940 2e
Segunda División
- 1941 5e
Segunda División
- 1942 6e
Segunda División
- 1943 4e
Segunda División
- 1944 13e
Segunda División
- 1945 2e
Tercera División
- 1946 5e
Tercera División
- 1947 2e
Tercera División
- 1948 1e
Tercera División
- 1949 1e
Tercera División
- 1950 7e
Segunda División
- 1951 7e
Segunda División
- 1952 6e
Segunda División
- 1953 1e
Segunda División
- 1954 13e
Primera División
- 1955 9e
Segunda División
- 1956 1e
Segunda División
- 1957 6e
Primera División
- 1958 5e
Primera División
- 1959 8e
Primera División
- 1960 15e
Primera División
- 1961 1e
Segunda División
- 1962 12e
Primera División
- 1963 15e
Primera División
- 1964 5e
Segunda División
- 1965 10e
Segunda División
- 1966 9e
Segunda División
- 1967 4e
Segunda División
- 1968 15e
Segunda División
- 1969 1e
Tercera División
- 1970 15e
Segunda División
- 1971 4e
Tercera División
- 1972 1e
Tercera División
- 1973 15e
Segunda División
- 1974 17e
Segunda División
- 1975 1e
Tercera División
- 1976 19e
Segunda División
- 1977 1e
Tercera División
- 1978 10e
Segunda División
- 1979 13e
Segunda División
- 1980 3e
Segunda División
- 1981 11e
Primera División
- 1982 11e
Primera División
- 1983 14e
Primera División
- 1984 15e
Primera División
- 1985 6e
Primera División
- 1986 14e
Primera División
- 1987 16e
Primera División
- 1988 5e
Primera División
- 1989 10e
Primera División
- 1990 8e
Primera División
- 1991 4e
Primera División
- 1992 15e
Primera División
- 1993 10e
Primera División
- 1994 20e
Primera División
- 1995 7e
Segunda División
- 1996 10e
Segunda División
- 1997 16e
Segunda División
- 1998 15e
Segunda División
- 1999 13e
Segunda División
- 2000 2e
Segunda División
- 2001 15e
Primera División
- 2002 17e
Primera División
- 2003 11e
Primera División
- 2004 13e
Primera División
- 2005 15e
Primera División
- 2006 4e
Primera División
- 2007 7e
Primera División
- 2008 13e
Primera División
- 2009 15e
Primera División
- 2010 12e
Primera División
- 2011 9e
Primera División
- 2012 7e
Primera División
- 2013 16e
Primera División
- 2014 18e
Primera División
- 2015 18e
Segunda División
- 2016 6e
Segunda División
- 2017 19e
Primera División
- 2018 9e
Segunda División
- 2019 1e
Segunda División
- 2020 10e
Primera División
- 2021 11e
Primera División
- 2022 10e
Primera División
- 2023 7e
Primera División
- 2024 11e
Primera División
- 2025 9e
Primera División

- Primera División
- Segunda División
- Tercera División

## Osasuna in Europa
Uitslagen vanuit gezichtspunt CA Osasuna
| Seizoen                                                     | Competitie        | Ronde        | Land                | Club                  | Totaalscore | 1e W    | 2e W       | PUC  |
| ----------------------------------------------------------- | ----------------- | ------------ | ------------------- | --------------------- | ----------- | ------- | ---------- | ---- |
| 1985/86                                                     | UEFA Cup          | 1R           | Vlag van Schotland  | Rangers FC            | 2-1         | 0-1 (U) | 2-0 (T)    | 4.0  |
|                                                             |                   | 2R           | Vlag van België     | KSV Waregem           | 2-3         | 0-2 (U) | 2-1 (T)    | 4.0  |
| 1991/92                                                     | UEFA Cup          | 1R           | Vlag van Bulgarije  | Slavia Sofia          | 4-1         | 0-1 (U) | 4-0 (T)    | 5.0  |
|                                                             |                   | 2R           | Vlag van Duitsland  | VfB Stuttgart         | 3-2         | 0-0 (T) | 3-2 (U)    | 5.0  |
|                                                             |                   | 1/8          | Vlag van Nederland  | AFC Ajax              | 0-2         | 0-1 (T) | 0-1 (U)    | 5.0  |
| 2005/06                                                     | UEFA Cup          | 1R           | Vlag van Frankrijk  | Stade Rennais         | 1-3         | 1-3 (U) | 0-0 (T)    | 1.0  |
| 2006/07                                                     | Champions League  | 3Q           | Vlag van Duitsland  | Hamburger SV          | 1-1 u       | 0-0 (U) | 1-1 (T)    | 22.0 |
| 2006/07                                                     | UEFA Cup          | 1R           | Vlag van Turkije    | Trabzonspor           | 2-2 u       | 2-2 (U) | 0-0 (T)    | 22.0 |
|                                                             |                   | Groep D      | Vlag van Nederland  | sc Heerenveen         | 0-0         | 0-0 (T) |            | 22.0 |
|                                                             |                   | Groep D      | Vlag van Frankrijk  | RC Lens               | 1-3         | 1-3 (U) |            | 22.0 |
|                                                             |                   | Groep D      | Vlag van Denemarken | Odense BK             | 3-1         | 3-1 (T) |            | 22.0 |
|                                                             |                   | Groep D (2e) | Vlag van Italië     | Parma FC              | 3-0         | 3-0 (U) |            | 22.0 |
|                                                             |                   | 3R           | Vlag van Frankrijk  | Girondins de Bordeaux | 1-0         | 0-0 (U) | 1-0 nv (T) | 22.0 |
|                                                             |                   | 1/8          | Vlag van Schotland  | Rangers FC            | 2-1         | 1-1 (U) | 1-0 (T)    | 22.0 |
|                                                             |                   | 1/4          | Vlag van Duitsland  | Bayer 04 Leverkusen   | 4-0         | 3-0 (U) | 1-0 (T)    | 22.0 |
|                                                             |                   | 1/2          | Vlag van Spanje     | Sevilla FC            | 1-2         | 1-0 (T) | 0-2 (U)    | 22.0 |
| 2023/24                                                     | Conference League | PO           | Vlag van België     | Club Brugge           | 3–4         | 1-2 (T) | 2-2 (U)    | 0.5  |
| Totaal aantal behaalde punten voor UEFA coëfficiënten: 32.5 |                   |              |                     |                       |             |         |            |      |

Zie ook
- Deelnemers UEFA-toernooien Spanje
- Ranglijst van alle clubs die in de diverse Europa Cups zijn uitgekomen

## Bekende (oud-)spelers

### Spanjaarden
- Manuel Almunia
- César Azpilicueta
- Carlos Cuéllar
- Raúl García
- Juanfran
- Antonio López
- Ricardo López
- Javier Portillo
- Roberto Soldado
- Juan Carlos Unzué
- Valdo
- Bryan Zaragoza

### Overig
- Javier Aguirre
- Javad Nekounam
- Francisco Silva
- John Aloisi
- Pablo Contreras
- Moha El Yaagoubi
- Pablo Gabriel García
- Sammy Lee
- Xavier Margairaz
- Savo Milošević
- Roland Lamah
- Richard Morales
- Bernardo Romeo
- Mirosław Trzeciak
- Jan Urban
- Carlos Vela
- Krisztián Vadócz
- Hugo Viana
- Pierre Webó
- Jacek Ziober